# Байкальська система рифтів

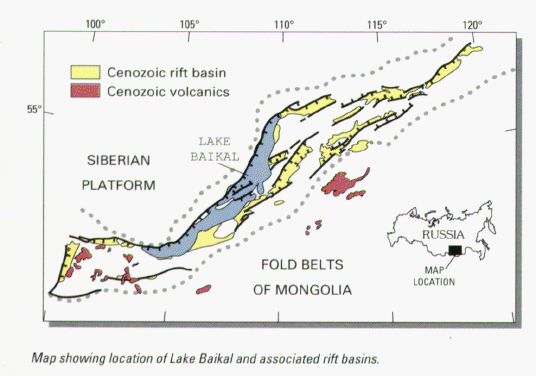
Мапа Байкальської системи рифтів

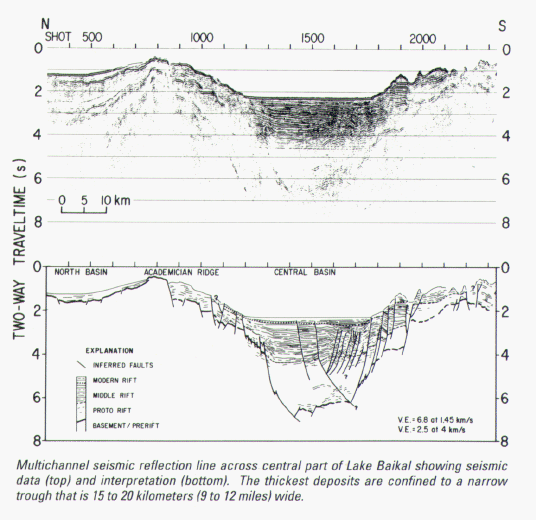
Розріз Байкальського рифту

Байка́льська систе́ма рифті́в — глибинний розлом земної кори в континентальній частині Євразії протяжністю близько 2000 км, система грабенів глибинного закладення, розташованих на південному заході гірської області Прибайкалля.

## Загальна характеристика
Дивергентна границя між Євразійською плитою й Амурською плитою, яка прямує в бік Японії зі швидкістю 4 мм/рік
Найбільші з опущених її ланок — грабен-улоговини: Байкальська, Тункінська, Баргузинська, Хубсугульська. На північному сході та сході ця система продовжується у напрямку Станового хребта, на південному заході прямує через Тункінську улоговину до озера Хубсугул. У одній з цих тектонічних западин розташоване найглибше континентальне водоймище світу — озеро Байкал з максимальною глибиною 1642 м, оточене гірськими хребтами висотою до 2000 м. Западина озера Байкал відрізняється асиметрією поперечного профілю з великою крутістю схилів західних берегів і більш пологих східних; глибина кристалічного фундаменту 4500 м. 
Грабени Байкальської системи рифтів як і грабени інших рифтових зон Землі, пов'язані з великим, широким, але виразно лінійним підняттям з амплітудою до 3000-4000 м над рівнем моря. Це підняття істотно геоморфологічно виділилося в пліоцен-плейстоценовий період, тобто в епоху повсюдного гороутворення на території внутр. Азії.
Глибинна структура Байкальської системи рифтів характеризується деяким зменшенням густини матеріалу і підйомом розігрітої основної магми з верхньої мантії, що може служити причиною високої рухливості земної кори в цьому регіоні.

## Орогенез
Розвиток Байкальської системи рифтів відбувався протягом неогену, місцями супроводячись вулканічною діяльністю (нині згаслою) і продовжується до сьогодні. Рифтові структури успадковують положення і простягання більш ранніх, олігоцен-ранньонеогенових прогинів.
Байкальський рифт активний. У його околицях постійно відбуваються землетруси.
Поряд з Східно-Африканським рифтом, Байкальський — ще один приклад дивергентного кордону, розташованого усередині континентальної кори.

## Вулканізм
У Байкальській системі рифтів широко представлений сучасний вулканізм післяльодовикового періоду неоген-четвертинного часу. Він проявлений лавовими потоками і молодими, часто — добре збереженими шлаковими конусами. На південний захід від озера Байкал на північному борту Тункінської улоговини на лівому березі річки Іркут знаходиться вулкан Черського, а також свіжі сліди вулканічної діяльності інших підземних вогнищ. Вулканічна зона на плато Удокан, лежить приблизно в 400 км на північний схід від верхнього краю озера. В горах Саяна знаходиться вулканічне Окінське плато з вулканами Кропоткіна, Перетолчина і втоплений в базальтовому потоці кратер вулкана «Старий». Власне Окінське вулканічне плато утворене виливами по тріщині глибинного розлому базальтовим потоком завдовжки понад 75 км, який заповнив повністю або частково долини річок Хі-Гол і Жом-Болок і вилився в долину річки Оки (Саянської), яка спершу носила у тувинців назву Ок-Хем, а у бурят — Аха. Далі на північний захід від Окінського вулканічного плато лежить обширна малодосліджена вулканічна область з великою кількістю молодих вулканів післяльодникової доби. У південно-західній частині Байкальського Рифту, на території Монголії, знаходиться озеро Хубсугул. Тункінська улоговина, розташована між озерами Хубсугул і Байкал, є нині незатопленою частиною рифту — колишнім озером, подібним Байкалу і Хубсугул, ложе якого сьогодні заповнене делювіальними і алювіальними відкладами, а також продуктами вулканічної діяльності четвертинного віку: виливними базальтами і шлаками. На південний захід від Тункінської вулканічної області в долині річки джиди знаходиться ще одна молода однойменна вулканічна область відзначена жужільними конусами. На схід від озера Байкал по правій стороні долини річки Вітім у верхній течії також виявлені вулканічні конуси і невеликі базальтові потоки. Таким чином, в районі Байкальського Рифту знаходиться не менше п'яти вулканічних районів неоген-четвертинного часу: Саянський, що включає Окінське базальтове плато, Джидинський, Тункінський з вулканом Черського, Удоканський
Вітімський.
Імовірно, частина вулканічних районів Монголії і Північного Китаю також можуть бути сформовані геофізичними процесами, що протікають у Байкальському Рифті.